# Bateria Ramla Lewa
Bateria Ramla Lewa (malt. Batterija tax-Xellug tar-Ramla, ang. Ramla Left Battery), znana też jako Bateria Belancourt (malt. Batterija ta' Belancourt, ang. Belancourt Battery) lub Bateria Xagħra (malt. Batterija tax-Xagħra, ang. Xagħra Battery), była to bateria artyleryjska w Ramla Bay, części Xagħra na wyspie Gozo, Malta. Została zbudowana przez Zakon Rycerzy Joannitów w latach 1715–1716, jako jedna z serii nadbrzeżnych fortyfikacji dokoła Wysp Maltańskich. Bateria jest teraz w ruinie.

## Historia

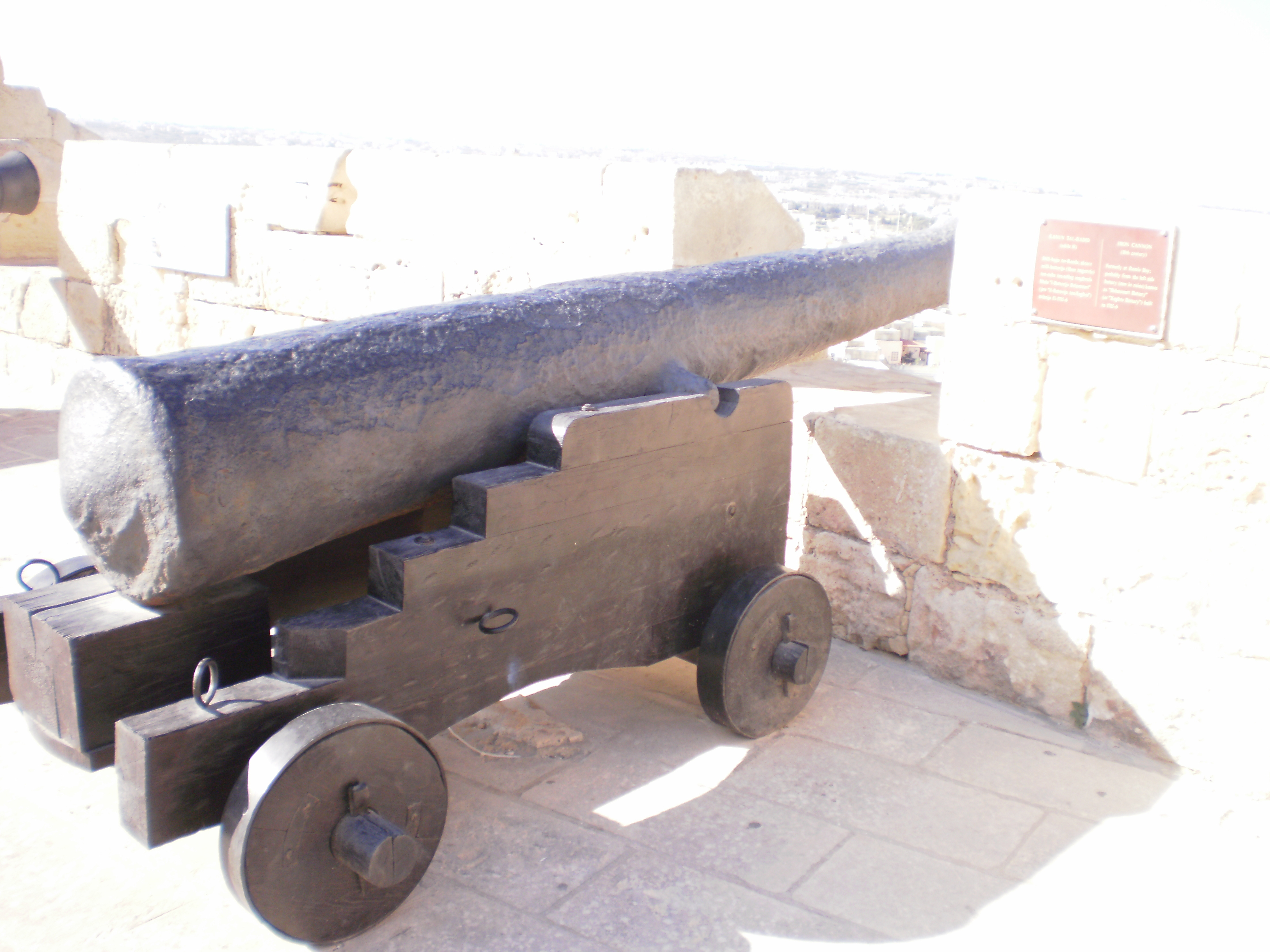
Żelazne działo, pochodzące z baterii Ramla Lewa, znalezione w Cittadelli

Bateria Ramla Lewa została zbudowana w latach 1715–1716, jako część pierwszego programu budowy nadbrzeżnych baterii na Malcie. Była jedną z kilku fortyfikacji w Ramla Bay; oprócz niej znajdowała się tam bateria Ramla Prawa po przeciwnej stronie zatoki, oraz reduta Ramla w jej centrum. Wszystkie one były połączone murem umocnienia (entrenchment). Ramla Bay była dodatkowo broniona przez wieżę Marsalforn na płaskowyżu powyżej zatoki, oraz podwodną barierę, uniemożliwiającą wrogim statkom wylądowanie w zatoce.
Bateria miała półokrągły mur osłonowy z sześcioma  strzelnicami, oraz blokhauz z tyłu. Budowa baterii kosztowała około 295 scudi.
Bateria była w użyciu podczas francuskiej inwazji na Maltę w roku 1798, kiedy ostrzeliwała nadpływającą francuską flotę.

## Współcześnie
Do dziś zachowały się jedynie ruiny baterii. Są one, wraz z resztą Ramla Bay, zarządzane przez Gaia Foundation.
Co najmniej jedno żelazne działo, pochodzące z baterii, zachowało się w Cittadelli.